# Николаев (большой противолодочный корабль)
Николаев — большой противолодочный корабль проекта 1134Б Черноморского флота ВМФ СССР, с 1984 года Тихоокеанского флота, а с 1991 года ВМФ России.

## История

### Строительство
Закладка корабля состоялась 25 июня 1968 года на судостроительном заводе имени 61 коммунара в Николаеве.
13 августа 1969 года был зачислен в списки кораблей ВМФ СССР, 19 декабря того же года спущен на воду.

### Боевая служба
31 декабря 1971 года вступил в строй, 8 февраля 1972 года включен в состав 30-й дивизии надводных кораблей Краснознамённого Черноморского флота.
Первый выход корабля за пределы Чёрного моря состоялся 1 марта 1973 года. Корабль проходил испытания в Средиземном море, в Атлантике, совершил ряд деловых заходов. В конце сентября — начале октября оказывал помощь Египту во время новой израильско-арабской войны. Корабль вернулся в Севастополь в ноябре того же года.
9 апреля 1984 года корабль был переведён в состав Краснознамённого Тихоокеанского флота.
11 ноября 1987 года корабль был поставлен в Николаеве на капитальный ремонт, но после распада СССР так и не закончился. 29 октября 1992 года был исключён из состава ВМФ, 31 декабря того же года расформирован и 10 августа 1994 года отправлен на буксире в Индию для разделки на металл.

## В массовой культуре
БПК «Николаев» появляется на кадрах художественного фильма «Правда лейтенанта Климова».